# Peinkofen
Der Weiler Peinkofen ist ein Ortsteil der Gemeinde Oberschneiding im niederbayerischen Landkreis Straubing-Bogen.

## Geographie und Verkehrsanbindung
Peinkofen liegt östlich des Kernortes Oberschneiding an der Kreisstraße SR 27. Die B 20 verläuft westlich und die B 8 nördlich. Die A 92 verläuft südlich.
Durch den Ort fließt der Edlgraben.

## Geschichte
Peinkofen gehörte bis zum 30. April 1978 zur Gemeinde Grafling, die im Zuge der Gebietsreform in Bayern aufgelöst wurde.

### Einwohnerentwicklung
- 1987: 27 Einwohner, neun Wohngebäude mit neun Wohnungen.[1]
- 1970: 33 Einwohner.[3]
- 1960: 46 Einwohner, sieben Wohngebäude.[4]
- 1950: 66 Einwohner, acht Wohngebäude.[5]
- 1925: 50 Einwohner, fünf Wohngebäude.[6]
- 1900: 46 Einwohner, vier Wohngebäude.[7]
- 1885: 48 Einwohner, fünf Wohngebäude.[8]
- 1871: 43 Einwohner.[9]

## Sehenswürdigkeiten
In der Liste der Baudenkmäler in Oberschneiding ist für Peinkofen ein Taubenhaus in Form eines Schlosses mit Ecktürmen als Baudenkmal aufgeführt. 